# Phokos (Sohn des Aiakos)
Phokos (altgriechisch Φῶκος Phṓkos) ist eine Gestalt der griechischen Mythologie. Er ist der Sohn des Aiakos und der Psamathe; seine Gemahlin Asteria brachte die Zwillinge Krisos und Panopeus zur Welt.
Von seinen Brüdern Telamon und Peleus wurde er aus Eifersucht ermordet, woraufhin Psamathe aus Rache einen fürchterlichen Wolf auf die Herden des Peleus hetzte. Erst nachdem Thetis, die Gattin des Peleus, Psamathe anflehte, beendete sie das Morden und versteinerte den Wolf.